# Waldemar Hoven
Waldemar Hoven (10 de fevereiro de 1903 - 2 de Junho de 1948) foi um nazista, membro da SS e líder médico em Buchenwald.

## Julgamento
Hoven foi preso no fim na Segunda Guerra Mundial por forças aliadas, e foi julgado na primeira parte dos Julgamentos de Nuremberg, o Julgamento dos Médicos. Foi considerado culpado nas acusações de crimes de guerra, crimes contra a humanidade e membro de organização criminosa. Foi sentenciado à morte e enforcado em 2 de junho de 1948.